# UltraSPARC II
Az UltraSPARC II, „Blackbird” kódnevű processzor egy 64 bites SPARC V9 utasításkészlet-architektúrát (ISA) megvalósító mikroprocesszor a Sun Microsystems fejlesztésében. 1997-ben mutatták be, az UltraSPARC magasabb órajelfrekvencián működő változata: az alapmodell órajele 250 MHz volt, amely a processzor további változataiban elérte a 400 MHz-et. A fejlesztés vezető konstruktőre Marc Tremblay volt.
A lapka 5,4 millió tranzisztort tartalmaz 149 mm² felületen. A Texas Instruments gyártotta, saját fejlesztésű 0,35 µm-es csíkszélességű eljárásával. A processzor disszipációja 25 W 205 MHz-en, 2,5 V tápfeszültségen. Elődjéhez hasonlóan ennek a processzornak is kötelező tartozéka a második szintű gyorsítótár, amelynek kapacitása 1-től 4 MiB-ig terjedhet.
1999-ben az UltraSPARC II processzort portolták a 0,25 µm-es gyártási eljárásra. Ez a verzió volt a „Sapphire-Black” kódnevű változat, amely nem a Pokémonok generációi után kapta az elnevezését (a Pokémon Sapphire verzió csak 2002-ben jelent meg). Ez 360-tól 480 MHz-ig terjedő órajelekkel jelent meg, lapkaterülete 126 mm², disszipációja 400 MHz-en 21 W, tápfeszültségét 1,9 V-ra csökkentették. A második szintű gyorsítótár támogatott mérete 1-től 8 MiB-re növekedett.

## Származékok
Az UltraSPARC II-nek négy származéka készült.

### UltraSPARC IIe

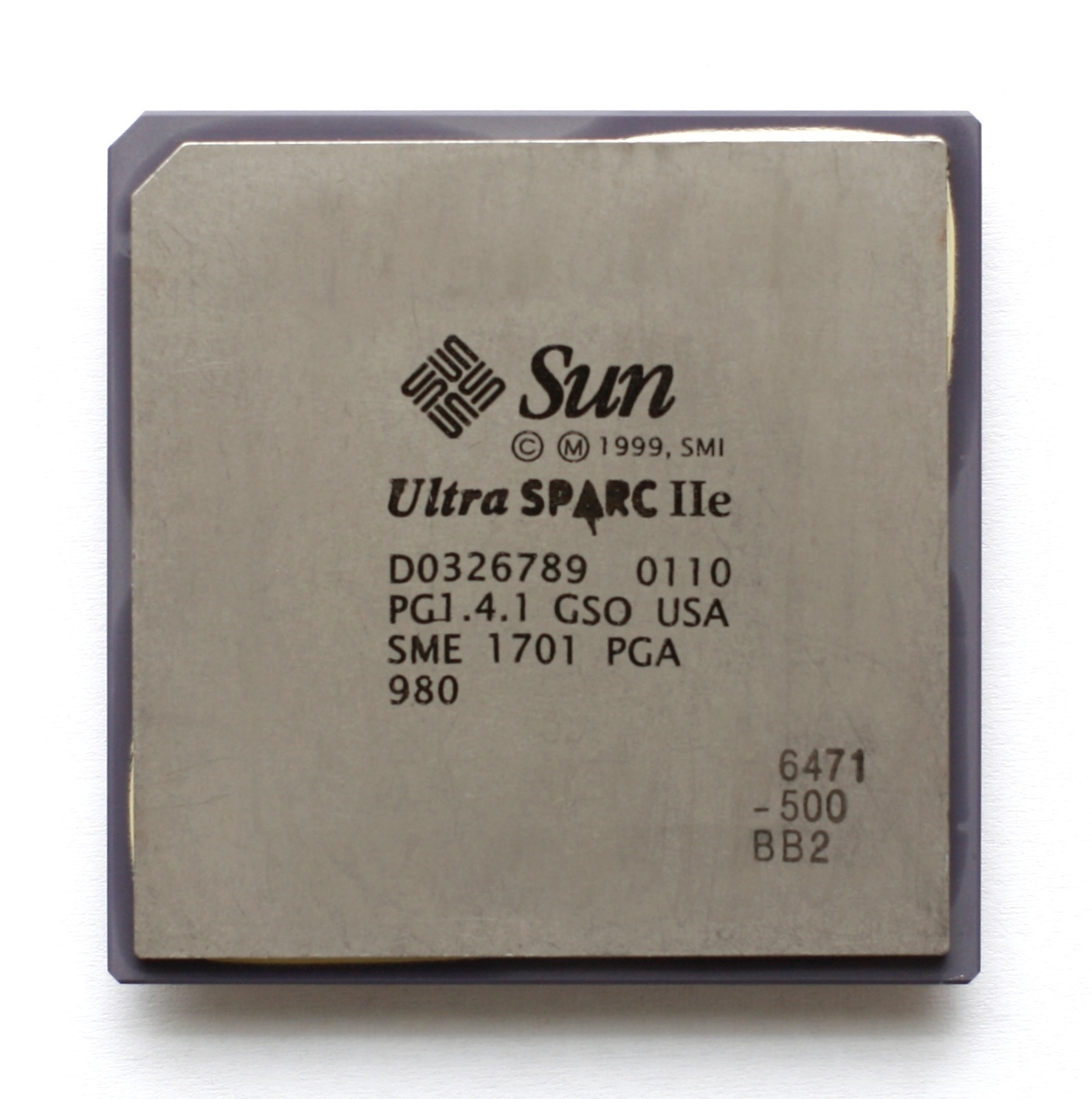
UltraSPARC IIe.

Az UltraSPARC IIe „Hummingbird” egy 2000-ben bemutatott beágyazott verzió volt, amelynek órajele 400-tól 500 MHz-ig terjedt, 0,18 µm-es folyamattal készült alumínium fémezéssel. Maximális disszipációja 13 W 500 MHz-en, tápfeszültsége 1,5-től 1,7 V-ig terjedhet, max. 256 KiB méretű második szintű gyorsítótárat támogat.

### UltraSPARC IIi

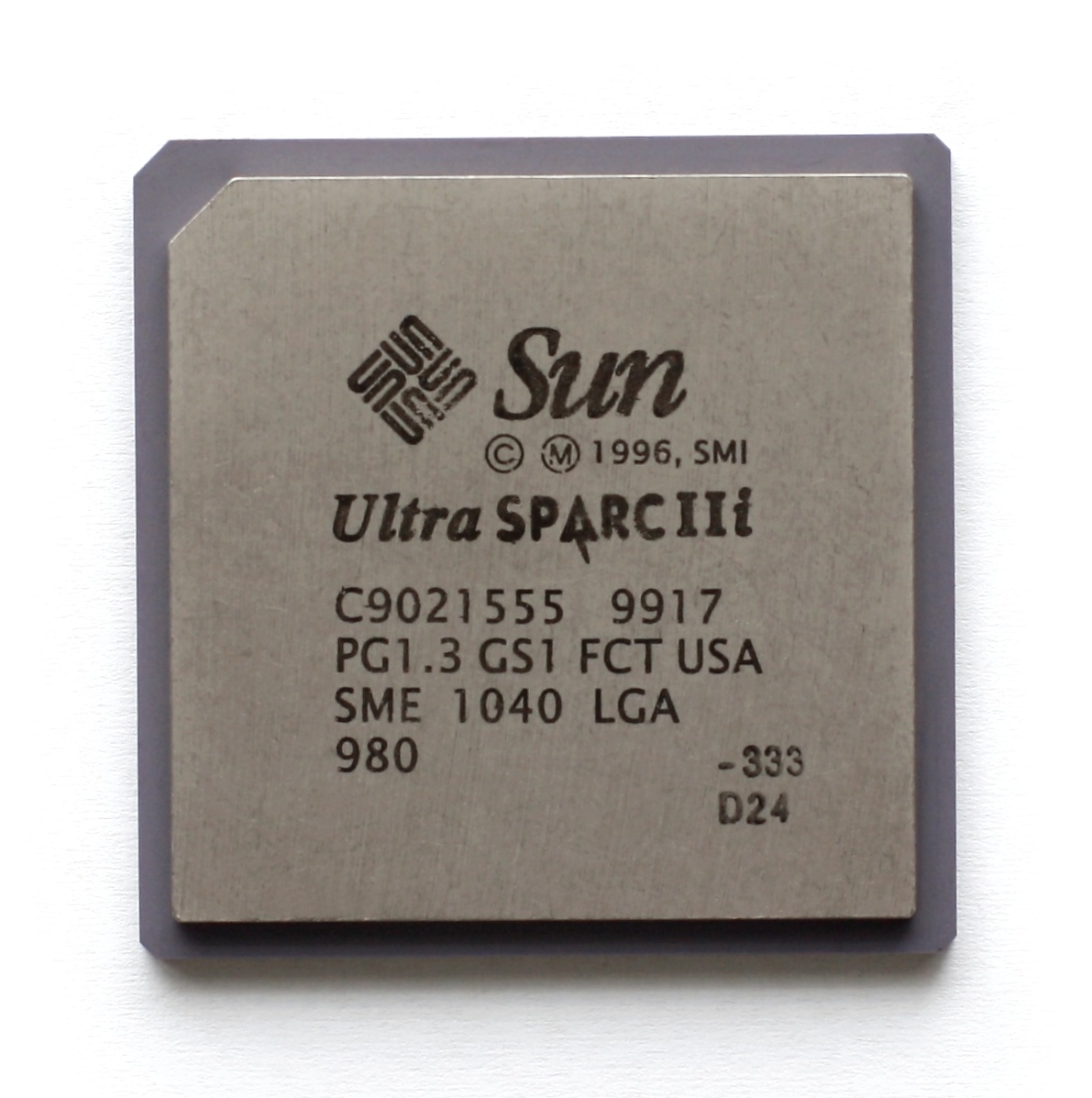
UltraSPARC IIi.

Az 1997-ben bemutatott UltraSPARC IIi „Sabre” processzor egy olcsó verzió volt, amely 270-től 360 MHz-ig terjedő órajellel működhetett. Gyártása 0,35 µm-es folyamattal történt, lapkamérete 156 mm². Disszipációja 21 W, tápfeszültsége 1,9 V. Második szintű gyorsítótárának mérete 256 KiB-től 2 MiB-ig terjedhet. 1998-ban ennek egy további változata készült, a „Sapphire-Red” kódnevű, amelyet 0,25 µm-es csíkszélességű folyamattal gyártottak, ezáltal a processzor 333-tól 480 MHz-ig terjedő órajelen működhetett. Disszipációja 21 W 440 MHz-en, tápfeszültsége 1,9 V.

### UltraSPARC IIe+
Az UltraSPARC IIe+ vagy IIi változat 2002-ben jelent meg, „Phantom” kódnév alatt. 550 vagy 650 MHz órajelen működik, 0,18 µm-es folyamattal készült, réz fémezéssel. Disszipációja 17,6 W, tápfeszültsége 1,7 V. 512 KiB méretű második szintű gyorsítótárral rendelkezik. A Sun Fire™ V120 és Netra™ 120 kiszolgálókban alkalmaztak ilyen processzorokat.

### Gemini
A Gemini volt a Sun első kísérlete többszálas mikroprocesszor előállítására. A tervek eljutottak a tape out fázisba (a véglegesnek mondható gyártási tervek szalagjainak átadása a gyártónak), de a modellt törölték még megjelenése előtt, az UltraSPARC T1 Niagara mikroprocesszor bejelentésekor, 2004 elején. Ennek a lapkáján két UltraSPARC II mag és az integrált második szintű gyorsítótár kapott helyet. Egy DAC 2004 referátum leírja a kétmagos UltraSPARC II processzort a 40. szekcióban. A „Kétmagos UltraSPARC (2003)” az UltraSPARC II mikroarchitektúrán alapul, és DDR-1 memóriavezérlőt, JBUS interfészt, paritásvédett L1 gyorsítótárat, ECC-vel védett kettős 512 KiB lapkára integrált második szintű gyorsítótárat tartalmaz, órajele 1,2 GHz, tranzisztorainak száma 80 millió, lapkamérete 206 mm² és disszipációja 23 watt.

## Fordítás
Ez a szócikk részben vagy egészben  az   UltraSPARC II című angol Wikipédia-szócikk ezen változatának fordításán alapul.  Az eredeti cikk szerkesztőit annak laptörténete sorolja fel. Ez a jelzés csupán a megfogalmazás eredetét és a szerzői jogokat jelzi, nem szolgál a cikkben szereplő információk forrásmegjelöléseként.